# Otto Meyer (cyclisme)
Ne doit pas être confondu avec Otto Meyer, officier dans les Waffen-SS
Pour les articles homonymes, voir Otto Meyer (homonymie) et Meyer.
Friedrich Otto Meyer, né le 4 novembre 1882 à Ludwigshafen et mort à une date inconnue, est un coureur cycliste et lutteur allemand, connu comme le  « gros Otto ».

## Biographie
Otto Meyer est le fils d'Heinrich Meyer, ouvrier en usine et plus tard employé des chemins de fer. Contre la volonté de son père, Otto Meyer abandonne l'école et commence une formation de mécanicien de vélo. Il court d'abord en amateur, puis à partir de 1899 passe professionnel. Il gagne des courses de tandem en Italie avec Julius Bettinger (de). 
En 1903, il a gagné 6 385 marks dans la saison,.
En 1904, il prend la présidence de la Süddeutscher Rennfahrer Verband, l'association des coureurs de l'Allemagne du Sud. 
En 1905, il participe au Grand Prix de Paris et au match franco-allemand (Poulain-Friol vs. Meyer-Bader) au Vél' d'Hiv. 
En 1906, il participe aux "championnats du monde de lutte" aux Folies Bergère,,,, et aux criterium des poids-lourds.    
En 1907, il fait la une de la Vie au grand air, qui reprenant des informations de la presse allemande, titre « le coureur allemand qui vient de tenter de se suicider » ; L'Auto dément et indique qu'il a été blessé au cours d'un rixe. 
En 1907, il s'essaye comme entraineur de demi-fond et conduit Julius Bettinger (de) à la victoire lors du Grand Prix de Darmstadt.
En 1907, il participe au concours pour les championnats du monde de lutte à l'Apollo,. 
En 1908, il prend la deuxième place aux championnats allemand de vitesse derrière Richard Scheuermann, et l'année suivante, il remporte le titre national. 
En 1909, il participe aux six jours de Berlin, associé à Julius Bettinger (de). 
Fin  1909, une rumeur, reprise par la presse de l'époque, fait courir le bruit qu'il est devenu bourreau en Allemagne,,,,. 
Durant les championnats du monde 1910, il est empêché de courir sa demi-finale contreThorvald Ellegaard et Julien Pouchois, du fait des incidents entre les délégués allemands et l'UCI. Il est suspendu par l'UCI.  En 1911, il devient le champion du monde non officiel de vitesse à Dresde devant Walter Rütt. Fin 1911, le conflit entre les coureurs français et allemands se termine,; il peut recourir en France. Il est battu de peu par Thorvald Ellegaard au Vél' d'Hiv.
En 1910 et 1914, Meyer termine troisième des championnats allemands de vitesse. En juillet 1914, il bat Gabriel Poulain dans une série du Grand Prix de Paris, il est battu par Émile Friol en demi-finale.
Otto Meyer est mobilisé pendant la Première Guerre mondiale. Il est fait prisonnier par les soldats français du 28e régiment d'infanterie à Villers-Franqueux, le 28 septembre 1914,,. Il est libéré en décembre 1918 et envoie une carte postale à la rédaction de L'Auto, le 24 décembre,. 
En 1920, il s'installe et s'entraine à Zurich et reprend la compétition. Il court avec Arthur Stellbrink à Zurich, et avec Walter Rütt à Mayence et à Milan. Il est blessé et se casse la clavicule lors d'une compétition à Zurich en novembre,. Il a gagné 28 200 marks pendant la saison 1920. En 1921, il est secrétaire du vélodrome de Zurich-Oerlikon, tout en continuant la compétition.
En 1922, il se fixe à Kaiserslautern où il crée une fabrique de jantes en bois avec Julius Bettinger (de) qui devient non rentable avec l'avènement des jantes en métal.
Meyer aurait fait de la politique à Schifferstadt en 1923 et fait campagne pour l'indépendance du Palatinat bavarois. Il est membre du gouvernement de l'éphémère Palatinat autonome (de) de Franz Josef Heinz,,, dont il est le ministre de la prévoyance sociale et des cultes,.
L'Auto indique en 1927 qu'il réside à Saint-Louis en Alsace en attendant sa naturalisation française et qu'il est conseiller au nouveau vélodrome de Bâle.
On perd sa trace après 1927.

## Palmarès sur piste

### Championnat d'Europe
- Championnat d'Europe de vitesse sur 1 km à Breslau[55]

### Championnat d'Allemagne
- : Champion d'Allemagne de vitesse en 1909[17] (3e en 1910 et 1914)

### Grand Prix
- Grand Prix de Mulhouse : 1901
- Grand Prix de Bavière : 1903[56]
- Grand Prix Barbarossa: 1903[57]
- Grand Prix de Kaiserlautern : 1903[58].
- Prix de l'Espérance : 1904[59],[60]
- Derby de l'Allemagne de l'Ouest (Cologne) : 1904[61], 1905[62]
- Grand Prix de Silésie : 1904[63],[64]
- Grand Prix du conseil municipal de Paris : 1906[65],[66]
- Prix National du Verband aux championnats du monde : 1908
- Grand Prix de Marseille : 1911
- Prix Bourrillon à Berlin : 1912[67]
- Derby de vitesse à Strasbourg : 1913[68].

## Vie privée
il se marie avec  Elisabeth Rossmann en 1902 et divorce en 1917. Le couple a eu un fils en 1901.